# Sereniano (conde dos domésticos)
Sereniano (em latim: Serenianus) foi um oficial romano do século IV, ativo durante o reinado dos imperadores Constâncio II (r. 337–361) e Valente (r. 364–378).

## Vida
Sereniano era nativo da Panônia. Em 354, foi considerado culpado de traição, mas o césar Constâncio Galo garantiu sua liberdade. Apesar disso, Sereniano foi enviado com Pentádio e Apodêmio por Constâncio II para executar Galo em Pola.
Em 364, foi reconvocado da aposentadoria por Valente (r. 364–378) e ocupou a posição de conde dos domésticos. Em 365, segundo Amiano Marcelino, defendeu Cízico contra o ataque do usurpador Procópio (r. 365–366), mas a cidade caiu e ele foi capturado e preso em Niceia onde foi morto quando chegaram as notícias de que Procópio morreu. De acordo com Zósimo, contudo, Procópio enviou tropas à Bitínia, de onde Sereniano fugiu para Cízico e quando a cidade caiu, ele fugiu para a Lídia, onde foi capturado e morto.
Sereniano provavelmente era um pagão, pois a suposta traição de 354 consistiu numa consulta a um oráculo. Amiano Marcelino menciona que sua crueldade foi percebida por seus contemporâneos.